# Marit Bouwmeester
Marit Bouwmeester, född den 17 juni 1988 i Warten i Nederländerna, är en nederländsk seglare.
Hon tog OS-silver i laser radial i samband med de olympiska seglingstävlingarna 2012 i London.
Vid de olympiska seglingstävlingarna 2016 i Rio de Janeiro vann hon en guldmedalj i samma gren.
Efter ett brons under de olympiska sommarspelen 2020 vann Bouwmeester återigen guld vid olympiska sommarspelen 2024. Hon har även vunnit flertalet VM-medaljer.